# Hippolyt von Bray-Steinburg
Hippolyt Ludwig Otto von Bray-Steinburg, född 18 augusti 1842, död 7 mars 1913, var en tysk greve och diplomat. Han var son till Otto von Bray-Steinburg.
von Bray-Steinburg var tysk minister i Serbien 1879–1891, i Portugal 1892–1894, i Sverige 1894–1897 och i Rumänien 1897–1900.